# Drosophila buzzatii
Drosophila buzzatii este o specie de muște din genul Drosophila, familia Drosophilidae, descrisă de Patterson și Wheeler în anul 1942. Conform Catalogue of Life specia Drosophila buzzatii nu are subspecii cunoscute.